# 郑秀琳
郑秀琳（1966年—），中国篮球运动员。她在1992年巴塞罗那夏季奥林匹克运动会中，代表中国队参加了女子篮球比赛并获得团体银牌。